# Vihren
Il Vihren (2.914 m s.l.m. - in lingua bulgara Вихрен - anche traslitterato in Vikhren) è la montagna più alta del massiccio del Pirin in Bulgaria.
Dopo il monte Mussala resta la seconda montagna per altezza della Bulgaria.